# Association internationale de climatologie
Pour les articles homonymes, voir AIC.
L'Association internationale de climatologie (AIC) a été fondée en juin 1988.
Elle a pour but le développement des relations entre les climatologues par la promotion :
- d'échanges d'informations concernant les études climatologiques ;
- d'activités scientifiques communes à ses membres ;
- de réunions et colloques ;
- de publications de travaux scientifiques.

La langue de travail de cette association scientifique est le français.
L'AIC finance la revue Climatologie (créé en 2004) qui publie un numéro annuel. L'AIC organise chaque année (normalement, au mois de septembre) un colloque thématique en climatologie (avec une alternance annuelle entre la France et un autre pays).